# All Apologies
〈All Apologies〉는 미국의 록 밴드 너바나의 곡이다. 커트 코베인 작곡작사. 너바나의 세 번째 그리고 최후의 정규앨범 《In Utero》의 마지막 트랙으로서 수록되어 1993년 9월 발매. 12월 6일에는 더블 A사이드 싱글로서 〈Rape Me〉와 더불어 발매.
본곡은 너바나에 있어 모던 록 히트에서 세 번째의 1위이며, 영국 싱글 차트에서는 최고 32위였다. 1995년 그래미상에서 두 부문에서 동시 노미네이트되고, 이후 로큰롤 명예의 전당 선록 "로큰롤을 형성시킨 곡들" 중 하나로 등재되었다.

## 만들어지기까지
본곡은 1990년 쓰였다. 2005년 데이브 그롤이 밝히되 이 곡이 원래는 "커트가 올림피아의 자기 아파트에서 4 트랙짜리(녹음기)로 작곡하던 무언가"였으며, 이어 말하되 "그거를 듣고는 이렇게 생각했어요. '어이쿠야, 뭐 이렇게 아름다운 멜로디를 다 만들었데. 이런 솜씨을 두고 왜 허구한 날 소리만 꽥꽥 지르는지 원.'" 했다.
본곡은 코베인의 부인 코트니 러브 및 그의 달 프랜시스 빈 코베인에의 헌정으로서 만들어졌다. 코베인은 1993년의 너바나 전기 《컴 애즈 유 어: 더 스토리 오브 너바나》의 작가 마이클 아제라드에게 말하기로 "이 곡이 그들을 위해 써졌다는 것 자체로 기분 좋은 일이에요"라 했으며 또한 "그런데 가사로 말하자면 우리네의 관계와는 어쩐지 동떨어진 것으로 느껴진단 말이죠... 느낌 자체는 맞는데 가사가 영." 했다. 아울러 본곡의 분위기를 말하기를 "평화롭고 행복하고 편안한―그야말로 행복의 총화"라 했다.
본곡이 처음 녹음되기는 1991년 1월 1일 크레그 몽고메리 총괄하 워싱턴주 시애틀의 뮤직 소스 스튜디오에서였다. 이때 녹음한 것을 음악평론가 길리엄 G. 갈이 형용하되 나중것보다 "더 업비트의 팝 펑크스러운 소리"가 난다 했다. 이 "나중것"은 크리스 노보셀릭이 베이스, 코베인이 기타(기타 리프의 배후에서 7의 화음 연주), 그롤이 드럼 및 탬버린의 구성으로서 녹음했다. 본곡이 처음 연예되기는 1991년 11월 6일 영국 웨스트미들랜즈 울버햄프턴의 울버햄프턴 시민회관에서였다.
그리고 1993년 2월 제3 정규앨범 《In Utero》의 수록곡으로서의 사용하기 위해 미네소타주 캐논 폴스의 패키덤 스튜디오에서 스티브 알비니의 총괄하에 녹음을 진행했다. 2월 14일 녹음에서는 가명을 "La La La"로 지어놓고서 하였다.
녹음에서는 캐라 샬리가 첼로를 연주했다. 그는 음반에서 밴드 멤버를 제외하면 유일하게 연주를 한 다른 음악가다. 음반의 출시될 무렵에 스콧 릿이 〈Heart-Shaped Box〉와, 그리고 이후 〈Pennyroyal Tea〉와 함께 리믹스했다. 코베인은 알비니의 믹스에서는 보컬과 베이스의 사운드가 "곤죽" 같다고 강력히 주장했다. 노보셀릭의 관점에서 〈All Apologies〉와 음반의 첫 싱글 〈Heart-Shaped Box〉는 음반의 다른 트랙과는 다르게 보다 연마된 사운드로 향하는 "관문"이었다. 이어 저널리스트 짐 로드리게스에게 리스너가 음반을 재생하게 되면 "공격적인 와일드 사운드와 진정한 얼터너티브 음반"을 마주하게 될 것이라고 장담했다.

## 언플러그드 및 데모 버전
1993년 11월의 《MTV Unplugged》에서 너바나는 곡의 어쿠스틱 버전을 라이브 공연했다. 너바나는 《In Utero》 버전의 〈All Apologies〉 뮤직비디오를 제작하지 않았기에 이 공연이 뮤직비디오 구실을 하게 되었다. 《Unplugged》 버전의 〈All Apologies〉는 MTV가 선정한 1994년을 초읽는 100편의 영상에서 7위로 선정되었다. 1994년 초에는 홍보용 싱글로 출시되었고, 같은 해 11월에는 《MTV Unplugged in New York》에 수록되었다. 《Unplugged》 버전의 〈All Apologies〉는 라디오 방송국에서 많이 송출되었으며 2002년에는 컴필레이션 《Nirvana》에 수록되었다.
〈All Apologies〉의 어쿠스틱 데모는 밴드의 2004년 박스 세트 《With the Lights Out》에, 그리고 2005년 컴필레이션 《Sliver: The Best of the Box》에 담겨 출시된다. 1991년 1월 1일 녹음된 뮤직 소스 버전이 2013년 두 개 디스크 구성의 《In Utero》 디럭스 버전에 담겼다.

## 발표 및 반응
〈All Apologies〉는 1993년 12월 6일 〈Rape Me〉와 함께 더블 A 싱글로서 CD, 카세트 테이브, 7인치 및 12인치 비닐 음반 형식으로 유통되었다. 코베인이 싱글의 미술 감독 로버트 피셔에게 지시한 단 하나의 사항은 포장이 "해마와 관련된" 것이기를 원한다는 것이었다. 앞서 출시되었던 〈Heart-Shaped Box〉처럼 미국에서는 상업용 싱글로 미출시되었다. 《멜로디 메이커》의 에버렛 트루는 잡지의 금주의 싱글에서 〈All Apologies〉를 선정했다. 그는 "올해 본인이 들은 것 중 가장 극도로 체념하고 극도로 바깥세상에 지쳐 엿을 날리는 것"이라고 썼다. 2011년 《롤링 스톤》 지는 역대 가장 위대한 노래 500곡에서 462위로 선정했다. 또한 《블렌더》가 선정한 "당신이 태어난 이래 가장 위대한 500곡"에서 99위를 차지한다.
〈All Apologies〉는 1995년 그래미 어워드 최우수 록 듀오/그룹 보컬 퍼포먼스와 최우수 록 송에서 후보로 선정되었다. 또한 BMI 어워드에서 수상했다. 로큰롤 명예의 전당 "로큰롤을 형성한 노래" 목록에 추가되었다.

## 뮤직 비디오
《In Utero》 버전의 〈All Apologies〉 뮤직비디오는 한 번도 제작된 적이 없지만, 인 유테로 투어에서 너바나를 위해 오프닝을 연 코미디언 보브캣 골드스웨이트에 따르면 커트 코베인은 존 F. 케네디의 암살을 패러디한 뮤직비디오를 제작하고 싶어했다. 여기서는 총 대신 파이가 쓰일 예정이었다. 1993년 12월 MTV를 통해 《MTV Unplugged》 공연 버전의 노래가 단일 뮤직비디오로 방영되었다.

## 형식과 곡 목록
| In Utero 버전은 더블 A 사이드 싱글로 〈Rape Me〉와 함께 출시되었다. CD 싱글 및 12인치 비닐 1. A. 〈All Apologies〉 - 3:50 2. A. 〈Rape Me〉 - 2:49 3. B. 〈Moist Vagina〉 - 3:34 카세트 및 7인치 비닐 1. A. 〈All Apologies〉 - 3:50 2. A. 〈Rape Me〉 - 2:49 미국 홍보용 CD (버전 1) 1. 〈All Apologies〉 미국 홍보용 CD (버전 2) (가사 포함) 1. 〈All Apologies〉 2. 〈Rape Me〉 | MTV Unplugged in New York 버전. 유럽 홍보용 CD 싱글 1. All Apologies. (《Unplugged》 버전). 미국 홍보용 CD 싱글 (1994년 초 출시) 1. All Apologies. (《Unplugged》 버전). 2. All Apologies. (《In Utero》 버전). |  |

## 차트
| 차트 (1993–1994)               | 최고 순위 |
| ------------------------------ | --------- |
| Australia (ARIA)               | 58        |
| 벨기에 (울트라탑 50 플랑드르)  | 43        |
| 캐나다 탑 싱글 (RPM)           | 41        |
| 유러피언 핫 100 싱글 (빌보드)  | 77        |
| 프랑스 (SNEP)                  | 20        |
| 아일랜드 (IRMA)                | 20        |
| 뉴질랜드 (레코드 뮤직 NZ)      | 32        |
| 폴란드 (LP3)                   | 2         |
| 영국 싱글 (오피셜 차트 컴퍼니) | 32        |
| 미국 라디오 송 (빌보드)        | 45        |
| 미국 얼터너티브 송 (빌보드)    | 1         |
| 미국 메인스트림 록 (빌보드)    | 4         |

## 참고 문헌
- Azerrad, Michael. Come as You Are: The Story of Nirvana. Doubleday, 1994. ISBN 0-385-47199-8.
- DeRogatis, Jim. Milk It!: Collected Musings on the Alternative Music Explosion of the 90's. Da Capo, 2003. ISBN 0-306-81271-1.
- Gaar, Gillian G. In Utero. Continuum, 2006. ISBN 0-8264-1776-0.
- St Thomas, Kurt and Smith, Troy. Nirvana: The Chosen Rejects. St Martin's Griffin (2004). ISBN 0-312-20663-1.